# 棋盘山水库
棋盘山水库是中国辽宁省沈阳市东陵区境内的一座水库，位于浑河支流蒲河上，建于1977年。水库正常库容为1750万立方米，集雨面积为133平方千米，海拔为94.5米。